# Inglaterra, Inglaterra
Inglaterra, Inglaterra (England, England) es una novela satírica postmoderna escrita por Julian Barnes, publicada y seleccionada para el Booker Prize en 1998. Aunque los especialistas han señalado los característicos elementos distópicos y absurdos de la novela, el propio Barnes la describió como “semi-farsa”.
Inglaterra, Inglaterra aborda la idea de hacer una réplica de Inglaterra en un parque de atracciones de la Isla de Wight. De este modo, pone en cuestión las ideas de identidad nacional, tradiciones inventadas, la creación de mitos y la autenticidad de la historia y la memoria.

## Resumen del argumento
Inglaterra, Inglaterra está dividida en tres partes llamadas “Inglaterra”, “Inglaterra Inglaterra” y “Anglia”. La primera se centra en la protagonista, Martha Cochrane, y los recuerdos de su infancia. Se crio en la campiña inglesa, donde su tranquila infancia se vio perturbada cuando su padre deja la tierra familiar. Los recuerdos que tiene de su padre están estrechamente ligados con montar rompecabezas de los condados de Inglaterra con él.
La segunda parte, “Inglaterra, Inglaterra”, está ambientada en un futuro cercano. La protagonista tiene unos cuarenta años, y ha sido contratada por el empresario Jack Pitman para un proyecto megalómano: Sir Jack pretende convertir la Isla de Wight en un gran parque temático con todos los elementos que la gente, especialmente los turistas, consideran británicos por excelencia, y son seleccionados por el propio Jack. El parque llamado Inglaterra, Inglaterra, se convierte así en una réplica de los edificios históricos, personajes y lugares más conocidos de Inglaterra. Las atracciones turísticas inglesas más populares y los iconos de lo Británico ahí recogidos en un pequeño espacio para ser fácilmente accesibles, sin tener que viajar por toda la Inglaterra “real”.
Mientras trabaja en la organización del proyecto, Martha tiene una aventura con Paul Harrison, uno de sus colegas. Juntos, descubren el trastorno del bebé adulto de Jack Pitman, y lo chantajean con evidencias incriminatorias cuando este intenta despedir a Martha. Así, ella se convierte en la directora ejecutiva del proyecto de la Isla, que acaba convirtiéndose en una popular atracción turística. Como consecuencia de este gran éxito, “Inglaterra, Inglaterra” se independiza y pasa a ser parte de la Unión Europea, mientras que la “Vieja Inglaterra” real sufre un severo declive y paulatinamente cae en la irrelevancia internacional. Sin embargo, tras un gran escándalo en el parque temático, Martha acaba siendo expulsada de la isla.
La tercera parte de la novela, "Anglia", tiene lugar décadas después tras el regreso de la protagonista a una aldea de la Vieja Inglaterra luego de muchos años vagando por el extranjero. La nación original ha retrocedido a un estado muy despoblado, agrario, y preindustrial, carente de influencia política internacional, mientras que Inglaterra, Inglaterra continúa prosperando.

## Temas
Más allá de las tramas paralelas básicas que rodean a Pitman y Cochrane, Inglaterra, Inglaterra es una novela de ideas, principalmente a la crítica social de los filósofos franceses de la segunda mitad del siglo XX. La obra más influyente en este caso es L'échange symbolique et la mort (1976) de Jean Baudrillard, en la cual el autor afirma que a lo largo del siglo XX la realidad ha sido reemplazada por "simulacros", imitaciones del original que adquieren un estado independiente y cada vez más elevado que éste, ya que son más seguros, fáciles de manejar, económicos, ubicuos, y de este modo, más accesibles, renovables y predecibles. 
Este es exactamente el propósito del proyecto final de Pitman: quiere que su isla represente todo lo que es verdaderamente inglés. Como apasionado patriota, desea crear una mini réplica de Inglaterra que todo el mundo pueda ver y al mismo tiempo forrarse con ella. Le trae sin cuidado que la Inglaterra real decaiga y se deteriore. Incluso los actores que interpretan sus papeles pierden cualquier sentido de la realidad y empiezan a actuar como la gente que están representando.
Los dos núcleos de la acción, el ascenso a la fama de Martha Cochrane y su posterior caída, por un lado, y el lanzamiento del proyecto y el continuo éxito, por otro, se entrelazan cuando Martha solicita un puesto de asesora especial en el proyecto de Pitman, que acaba obteniendo. Martha ha adquirido todas las habilidades profesionales necesarias para tener éxito en nuestra sociedad postindustrial, sin embargo conserva de su infancia al menos algunas tendencias emocionales y sentimentales. Aunque se ha vuelto maliciosa, calculadora y despiadada en su vida profesional, todavía es capaz, a veces, de escuchar a su corazón especialmente en su relación con Paul Harrison, “el Atrapa ideas”. Esta habilidad también le ayuda a sobrellevar la vejez en la Anglia rural.
Al hacer que sus personajes subviertan sin inhibiciones todas las antiguas costumbres y tradiciones de Inglaterra, Barnes, sin darse cuenta, también recopila, registra y evalúa críticamente estos mitos. Sin embargo, en aras de la simplificación, en la novela se modifican el folclore inglés antiguo, las costumbres y las leyendas, pero también los hechos históricos, para que encajen con el propósito del Proyecto.
La nueva Inglaterra es una copia cutre de la original que antepone las ganancias a cualquier expresión auténtica de cultura e identidad. La empresa tiene éxito porque la gente de Inglaterra puede ignorar la verdad de su historia y aceptar una versión muy sintética de su relato nacional. Barnes usa la novela como una advertencia contra los peligros de fabricar la realidad y la superficialidad de la vida moderna.